# Мурзино (Кармаскалинський район)
Му́рзино (рос. Мурзино, башк. Мырҙа) — присілок у складі Кармаскалинського району Башкортостану, Росія. Входить до складу Новокієшкинської сільської ради.
Населення — 172 особи (2010; 183 в 2002).
Національний склад:
- башкири — 95 %